# Давлятовка (Караидельский район)
Давлятовка (баш. Дәүләт) — деревня в Караидельском районе Республики Башкортостан Российской Федерации. Входит в состав Караидельского сельсовета.

## География

### Географическое положение
Расстояние до:
- районного центра (Караидель): 18 км,
- центра сельсовета (Караидель): 18 км,
- ближайшей ж/д станции (Щучье Озеро): 118 км.

## Население
| 2002 | 2009 | 2010 |
| ---- | ---- | ---- |
| 32   | ↘21  | ↗27  |

Национальный состав
Согласно переписи 2002 года, преобладающая национальность — башкиры (100 %).